# Gustav von Peschka
Gustav Adolf Viktor von Peschka (* 30. August 1830 in Sankt Joachimsthal; † 29. August 1903 in Wien) war ein böhmischer Mathematiker.

## Leben
Gustav von Peschka studierte von 1846 bis 1850 am Böhmischen Ständischen Polytechnischen Institut in Prag und arbeitete anschließend dann zunächst in einer Maschinenfabrik. Von 1852 bis 1857 war er Adjunkt für Mechanik, Maschinenlehre, Maschinenzeichnen und Physik in Prag, wurde Professor an der Technischen Akademie in Lemberg und von 1863 bis 1867 ordentlicher Professor für Mechanik, Maschinenlehre, Maschinenzeichnen und Physik in Brünn. Gustav von Peschka wirkte von 1867 bis 1891 als ordentlicher Professor der darstellenden Geometrie an der Technischen Hochschule in Brünn und zuletzt von 1891 bis 1901 als ordentlicher Professor an der Technischen Hochschule in Wien.
Schwerpunkte seiner Bedeutung als Mathematiker sind seine Beiträge zur Begründung und Anwendung der zentralen und der kotierten Projektion.
Am 8. Oktober 1888 wurde Gustav von Peschka als Mitglied (Matrikel-Nr. 2758) in die Gelehrtenakademie Leopoldina aufgenommen.

## Schriften
- Ursachen der Dampfkessel-Explosionen und Mittel, dieselben zu verhindern. Selbstverlag des Verfassers, Brünn 1867 (Digitalisat).
- Kotirte Ebenen (Kotirte Projektionen) und deren Anwendung. Zum Gebrauche für Ingenieure, für höhere Lehranstalten und zum Selbstudium. Buschak & Irrgang, Brünn 1877 (Digitalisat).
- Darstellende und projective Geometrie nach dem gegenwärtigen Stande dieser Wissenschaft mit besonderer Rücksicht auf die Bedürfnisse höherer Lehranstalten und das Selbststudium. Carl Gerold´s Sohn, Wien.

Erster Band: 1883 (Digitalisat).
Zweiter Band: 1884 (Digitalisat).
Dritter Band: 1884 (Digitalisat).
Vierter Band: 1885 (Digitalisat).
- Freie Perspektive [centrale Projektion] in ihrer Begründung und Anwendung mit besonderer Rücksicht auf die Bedürfnisse höherer Lehranstalten und das Selbststudium. 2. Auflage. Baumgärtner, Leipzig.

Band I: 1889 (Digitalisat).
Band II: 1889 (Digitalisat).